# Under Pressure
Under Pressure is een nummer van de Britse rockgroep Queen en de eveneens Britse muzikant David Bowie en afkomstig van Queens' tiende studioalbum Hot Space uit 1982. Op 26 oktober 1981 werd het nummer eerst in de VS en Canada op vinylsingle uitgebracht. Op 2 november dat jaar volgden Europa, Australië, Nieuw-Zeeland en Zuid-Afrika. In 1988 werd het nummer ook op cd-single uitgebracht.

## Hitlijsten
De plaat werd wereldwijd een gigantische hit. In thuisland het Verenigd Koninkrijk bereikte de plaat de nummer 1-positie in de UK Singles Chart, evenals in Canada. In de Verenigde Staten werd de 29e positie behaald in de Billboard Hot 100. In Ierland werd de 2e positie bereikt, Duitsland de 21e, Australië de 6e, Nieuw-Zeeland de 6e en Zuid-Afrika de 4e positie.
In Nederland werd de plaat in het najaar van 1981 veel gedraaid op Hilversum 3 en werd een enorme hit in de destijds drie landelijke hitlijsten op de nationale publieke popzender. De plaat bereikte de nummer 1-positie in zowel de Nederlandse Top 40, de Nationale Hitparade als de TROS Top 50. Ook in de Europese hitlijst op Hilversum 3, de TROS Europarade, bereikte de plaat de nummer 1-positie.
In België werd de 5e positie behaald in zowel de voorloper van de Vlaamse Ultratop 50 als de Vlaamse Radio 2 Top 30. In Wallonië werd géén notering behaald.
De single staat ook op het Queenalbum Hot Space uit 1982, de Queenverzamelalbums Greatest Hits II, Classic Queen, en de Nederlandse uitgave van Greatest Hits, alsmede op verscheidene verzamelalbums van David Bowie. In 1999 is een remix, genaamd Rah mix, uitgebracht ter promotie van het Queenverzamelalbum Greatest Hits III. Deze versie behaalde in Nederland de 21e positie in de publieke hitlijst; destijds de Mega Top 100 op Radio 3FM en in het Verenigd Koninkrijk de 14e positie in de UK Singles Chart.

## Achtergrond
David Bowie kwam oorspronkelijk de Mountain Studios in Montreux (Zwitserland) in om zijn vocalen te verlenen voor een ander Queen-lied, Cool Cat. Van de versie met Bowie is echter slechts een demo in omloop. Tijdens een jamsessie van Queen en Bowie werd Under Pressure gecreëerd, op basis van een vroegere Queen-versie van het nummer (zonder Bowie), getiteld Feel Like. De werktitel van Under Pressure was People on Streets.
De baslijn, bedacht en gespeeld door Queenbassist John Deacon, groeide uit tot een enorm populaire baslijn. Rapper Vanilla Ice gebruikte het voor zijn hit Ice Ice Baby. In 2005 verkoos het blad Stylus de baslijn tot de beste baslijn aller popnummers.

## Tracklijst
1. Under Pressure (Bowie, Mercury, Taylor, Deacon, May) - 4:02
2. Soul Brother (Mercury, Taylor, Deacon, May) - 3:38

EMI bracht in 1988 een 3-inch-cd versie uit van de single met als derde track Body Language van Queen. In 1999 werd een remix-versie (de Rah mix) uitgebracht. Op de cd-single stonden nog twee andere remixen, en de videoclip. In de video wordt door middel van moderne technieken de schijn gewekt dat Freddie Mercury en David Bowie het nummer tegelijk op het podium ten gehore brengen. Dit terwijl Mercury en Bowie het nummer nooit samen live gezongen hebben. Op het Freddie Mercury Tribute Concert op  Paasmaandag 20 april 1992 in het Wembley Stadium in Londen, werd het nummer live gezongen door Bowie en Annie Lennox.

## Hitnoteringen

### Nederlandse Top 40
| Hitnotering: 14-11-1981 t/m 23-01-1982 | Hitnotering: 14-11-1981 t/m 23-01-1982 | Hitnotering: 14-11-1981 t/m 23-01-1982 | Hitnotering: 14-11-1981 t/m 23-01-1982 | Hitnotering: 14-11-1981 t/m 23-01-1982 | Hitnotering: 14-11-1981 t/m 23-01-1982 | Hitnotering: 14-11-1981 t/m 23-01-1982 | Hitnotering: 14-11-1981 t/m 23-01-1982 | Hitnotering: 14-11-1981 t/m 23-01-1982 | Hitnotering: 14-11-1981 t/m 23-01-1982 | Hitnotering: 14-11-1981 t/m 23-01-1982 | Hitnotering: 14-11-1981 t/m 23-01-1982 |
| Week:                                  | 1                                      | 2                                      | 3                                      | 4                                      | 5                                      | 6                                      | 7                                      | 8                                      | 9                                      | 10                                     |                                        |
| -------------------------------------- | -------------------------------------- | -------------------------------------- | -------------------------------------- | -------------------------------------- | -------------------------------------- | -------------------------------------- | -------------------------------------- | -------------------------------------- | -------------------------------------- | -------------------------------------- | -------------------------------------- |
| Positie:                               | 24                                     | 11                                     | 6                                      | 2                                      | 1                                      | 2                                      | 5                                      | 10                                     | 22                                     | 32                                     | uit                                    |

### Nationale Hitparade / Mega Top 50
| Positie: | 32 | 1 | 1 | 1 | 3 | 4 | 4 | 4 | 9 | 14 | 29 | 45 | uit | 66 | uit |

### TROS Top 50
Hitnotering: 03-12-1981 t/m 28-01-1982. Hoogste notering: #1 (1 week).

### TROS Europarade
Hitnotering: 29-11-1981 t/m 14-02-1982. Hoogste notering: #1 (1 week).

### NPO Radio 2 Top 2000
| Nummer met noteringen in de NPO Radio 2 Top 2000 | '99 | '00 | '01 | '02 | '03 | '04 | '05 | '06 | '07 | '08 | '09 | '10 | '11 | '12 | '13 | '14 | '15 | '16 | '17 | '18 | '19 | '20 | '21 | '22 | '23 | '24 |
| ------------------------------------------------ | --- | --- | --- | --- | --- | --- | --- | --- | --- | --- | --- | --- | --- | --- | --- | --- | --- | --- | --- | --- | --- | --- | --- | --- | --- | --- |
| Under Pressure                                   | 133 | 265 | 332 | 185 | 308 | 273 | 345 | 493 | 524 | 376 | 229 | 352 | 324 | 265 | 192 | 193 | 201 | 87  | 101 | 38  | 54  | 59  | 69  | 67  | 62  | 115 |

1. ↑  Een vetgedrukt getal geeft de hoogste notering aan.